# Македонски крст
Македонски крст (мкд. македонски крст), познат и као вељушки крст (мкд. вељушки крст; или крст из Вељусе, мкд. крстот од Вељуса), представља варијацију хришћанског крста и повезује се са хришћанством код Македонаца. Овај крст представља и један од симбола Македонске православне цркве. Македонски крст је у ствари представљен у виду раскошне дупле плетенице у виду орнаментног украса налик крсту. Будући да је крст један од симбола Македонске православне цркве — Охридске архиепископије, он је и представљен 33 пута на бордури плашта грба ове цркве.

## Историја
Крст је први пут био приказан на главној манастирској цркви Пресвете Богородице Вељусе (Елеусе) у Вељушком манастиру поред Струмице.
Зна се да је црква Богородици Вељуси подигнута 1085. и да је њен ктитор био Емануил, тадашњи епископ струмички.
Сам крст је непознати мајстор узидао на фасади цркве. Овај крст је први хришћански симбол из Македоније који је доживео међународну афирмацију. Афирмација је дошла преко фалеристичких организација из више земаља, након промоције и доделе двадесетак медаља МПЦ-ОА двадесетидвема истакнутим личностима.

У почетку је овај крст био симбол Вељушког манастира и Струмичке епархије, да би касније почео све више да се јавља у црквеној употреби и тако израсте у општи симбол Цркве у Северној Македонији.

## Галерија
- Македонски крст у Вељушком манастиру
- Македонски крст у Водочком манастиру
- Грб МПЦ-ОА са 33 македонска крста